# Черненко Дмитро Степанович
Черненко Дмитро Степанович (1824 — 9 [21] лютого 1898, Харків) — український та російський архітектор, автор великої кількости державних, громадських і приватних споруд.

## Біографія

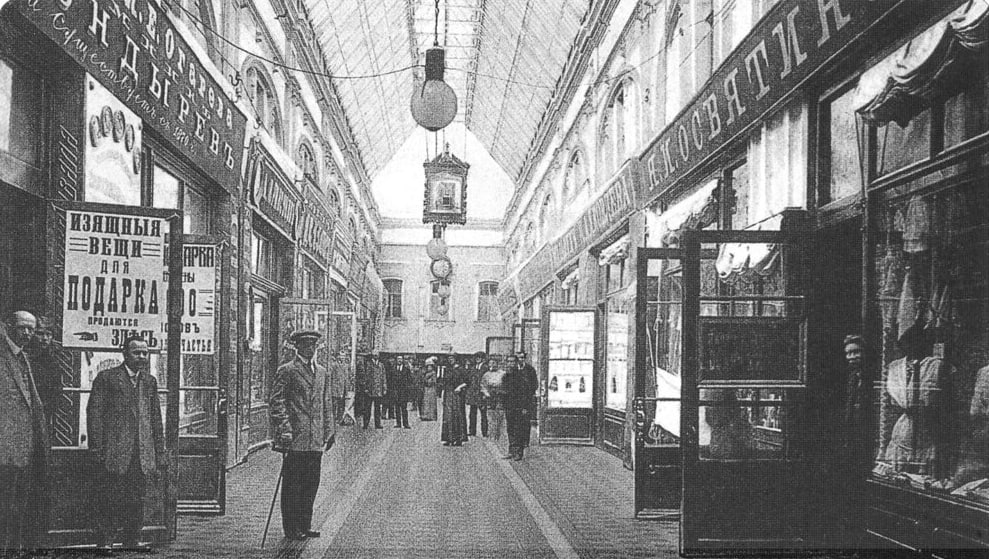
Пасаж Пащенка-Тряпкіна

Походив із дворянської родини. Навчався в Харківській гімназії. У 1840 році вступив до Петербурзького будівельного училища, яке закінчив у 1845 році; його ім'я було занесене на мармурову дошку. У тому ж році був призначений помічником архітектора в Новгородську будівельну та дорожню комісію. У 1846 році його перевели до Тобольської комісії, де він прослужив близько 30 років.
У 1856 році «за особливо ревні труди та старанність» після завершення робіт з будівництва тюремного замку в Тобольську був нагороджений орденом Святого Станіслава III ступеня. У 1859 році нагороджений орденом Святої Анни III ступеня, у 1862 — орденом Святого Станіслава II ступеня, у 1866 — орденом Святої Анни II ступеня, того ж року — орденом Святого Володимира IV ступеня, у 1870 — орденом Святої Анни II ступеня з імператорською короною, у 1872 — орденом Святого Володимира III ступеня. Мав чин статського радника.
Відомо, що ним було створено два проєкти церкви на честь преподобного Петра Стовпника в селі Єршово.
Існує інформація, що завдяки родинним зв'язкам з представниками вищої адміністрації він домігся для Ф. М. Достоєвського «переведення в іншу, кращу, камеру під приводом перебудови попередньої».
У 1876 році Дмитро Черненко вийшов у відставку з повною пенсією, переїхав до Харкова, де обіймав посаду архітектора при Першому страховому товаристві. За його проєктом у Харкові на кошти купця Василя Івановича Пащенка-Тряпкіна було збудовано пасаж на Соборному узвозі.
Помер 9 [21] лютого 1898 року в Харкові.